# Колонна ди Шарра, Просперо
Проспе́ро Коло́нна ди Ша́рра (лат. Prosperus Columna di Sciarra, итал. Prospero Colonna di Sciarra; 17 января 1707, Рим, Папская область — 20 апреля 1765, там же) — итальянский куриальный кардинал и церковный сановник. Префект Дома Его Святейшества и префект Апостольского дворца с 1740 по 1743. Кардинал-дьякон с 9 сентября 1743, с титулярной диаконией Сан-Джорджо-ин-Велабро с 23 сентября 1743 по 16 февраля 1756. Кардинал-дьякон с титулярной диаконией Санта-Мария-ад-Мартирес с 16 февраля 1756 по 24 января 1763. Кардинал-дьякон с титулярной диаконией Сант-Агата-ин-Субурра c 24 января 1763 по 20 апреля 1765.
Протектор французского королевства при Святом Престоле. Покровитель монашеских орденов и благотворительных учреждений.

## Биография
Просперо Колонна ди Шарра родился в Риме 17 января 1707 года. Он был сыном Франческо Колонна, 4-го князя Карбоньяно и Виттории, урождённой Сальвиати. Князья Карбоньяно, известные также как Колонна ди Шарра, принадлежали к Палестринской ветви дома Колонна.

### Церковная карьера
Начальное образование получил в Риме. После обучался в Пармском и Падуанском университетах. Завершив обучение, поступил на службу в папскую курию. В 1730 году папа Климент XII назначил его апостольским протонотарием. В 1733 году занял место консультанта по обрядам (итал. consultore dei Riti), а в 1739 году стал клириком Апостольской Палаты и префектом по маслу (итал. prefetto della Grascia), то есть ответственным за поставки продовольствия в Папскую область. В этом качестве участвовал в реформах, проводимых папами Климентом XII и Бенедиктом XIV и связанных с либерализацией торговли зерном и реорганизацией таможни в папском государстве.
В августе 1740 года папа Бенедикт XIV назначил его главой Апостольской Палаты. Через три года он был поставлен во главе известного аббатства Тре-Фонтане под Римом.
На консистории 9 сентября 1743 года Просперо Колонна ди Шарра был возведён в сан кардинала. Получить сан ему помогла протекция брата Джироламо Колонна ди Шарра, который уже был кардиналом. Кардинальскую шапку ему вручили 12 сентября 1743 года, и 2 декабря того же года он был назначен кардиналом-дьяконом с титулярной диаконией Сан-Джорджо-ин-Велабро.
В январе 1744 года кардинал занял место префекта Конгрегации пропаганды веры и находился на этом посту до марта 1763 года. За время служения особое внимание уделял работе миссий в Азии, прежде всего в Китае. В апреле 1760 года, вместе с другими кардиналами из Конгрегации пропаганды веры, попросил папу установить ежегодное финансирование церковных учреждений на Ближнем Востоке.
В октябре 1744 года он был назначен префектом Верховного трибунала апостольской сигнатуры юстиции и милости и занимал это место до самой смерти. 4 апреля 1745 года прошёл рукоположение в субдьяконы, а 12 апреля того же года в дьяконы. В марте 1747 года стал протектором ордена цистерцианцев; в феврале 1755 года — ордена францисканцев-конвентуалов. Позднее защищал интересы латеранских каноников. Благодаря его вмешательству был отменён декрет о депортации из Кочинчины босых францисканцев, изданный папой Климентом XII под давлением иезуитов.
16 февраля 1756 года ему был присвоен титул кардинала-дьякона Санта-Мария-ад-Мартирес. 24 января 1763 года он сменил этот титул на титул кардинала-диакона Сант-Агата-ин-Субурра.

### Протектор французского королевства
В 1756—1757 годах французский посол в Риме, маркиз Этьен-Франсуа де Шуазель дал высокую оценку действиям кардинала как церковного сановника. Он убедил его стать агентом влияния Франции при Святом Престоле.
На конклаве после смерти папы Бенедикта XIV 15 мая 1758 года, Просперо Колонна ди Шарра, развернул активную деятельность. К этому времени в курии образовались две партии — консерваторов, поддерживаемых иезуитами, и националистов. Франция была заинтересована в избрании кандидата лояльного к политике королевства, в частности, к праву светских институтов принимать решения, обязательные для организаций, находившихся под непосредственным руководством Святого Престола. Это было связано с возникшим во Франции конфликтом между светской властью и иезуитами.
9 июня 1758 года король Людовик XV объявил Просперо Колонна ди Шарра протектором французского королевства и настоятелем аббатства Оршам. Следуя инструкциям, полученным от посла Франции, на конклаве он выступил против избрания кардинала Карло Гуидобоно-Кавалькини, считавшегося креатурой иезуитов. Наконец, все стороны сошлись на кандидатуре кардинала Карло делла Торе Реццонико, который стал новым папой под именем Климента XIII.
Избрание папы не решило проблем, связанных с иезуитами. На консистории 3 сентября 1762 года, на которой Климент XIII объявил не действительными меры принимаемые светскими институтами против членов Общества Иисуса, кардинал предпочёл не присутствовать. Он добился того, чтобы речь папы не была опубликована. Вместо этого, Климент XIII отослал французским кардиналам письма, в которых изложил инструкции, выраженные в своей речи на консистории.
Когда в 1764 году королевским указом иезуиты были выдворены за пределы Франции, посол королевства при Святом Престоле маркиз Жозеф-Анри де Обтер по совету кардинала не стал вручать текст указа ни папе, ни государственному секретарю.

### Обстоятельства смерти
Кардинал Просперо Колонна ди Шарра умер 20 апреля 1765 года на своей вилле в Порта-Пиа, в Риме. Смерть была внезапной, поэтому завещания он не оставил. Несмотря на многолетнее заболевание туберкулёзом, причиной смерти стала почечная недостаточность. Панихида по нему прошла в церкви святого Марцелла в Риме. Останки кардинала похоронили в семейной усыпальнице, расположенной в капелле патриаршей базилики Санта-Мария-Маджоре.